# Sauret-Besserve
Sauret-Besserve [sɔʁɛ bɛsɛʁv] ist eine französische Gemeinde mit 165 Einwohnern (Stand 1. Januar 2022) im Département Puy-de-Dôme in der Region Auvergne-Rhône-Alpes (vor 2016 Auvergne). Die Gemeinde gehört zum Arrondissement Riom und zum Kanton Saint-Éloy-les-Mines (bis 2015 Saint-Gervais-d’Auvergne).

## Lage
Sauret-Besserve liegt etwa 29 Kilometer westnordwestlich von Riom und etwa 35 Kilometer nordwestlich von Clermont-Ferrand. Hier befindet sich auch die Wehranlage für den Stausee Fades-Besserve, wo der Chalamont in die Sioule einmündet. Umgeben wird Sauret-Besserve von den Nachbargemeinden Saint-Gervais-d’Auvergne im Norden, Queuille im Osten und Südosten, Saint-Georges-de-Mons im Süden und Südosten, Les Ancizes-Comps im Süden sowie Saint-Priest-des-Champs im Westen und Südwesten.

## Bevölkerungsentwicklung
| Jahr                       | 1962 | 1968 | 1975 | 1982 | 1990 | 1999 | 2006 | 2013 |
| Einwohner                  | 235  | 231  | 185  | 170  | 199  | 192  | 180  | 175  |
| Quellen: Cassini und INSEE |      |      |      |      |      |      |      |      |

## Sehenswürdigkeiten

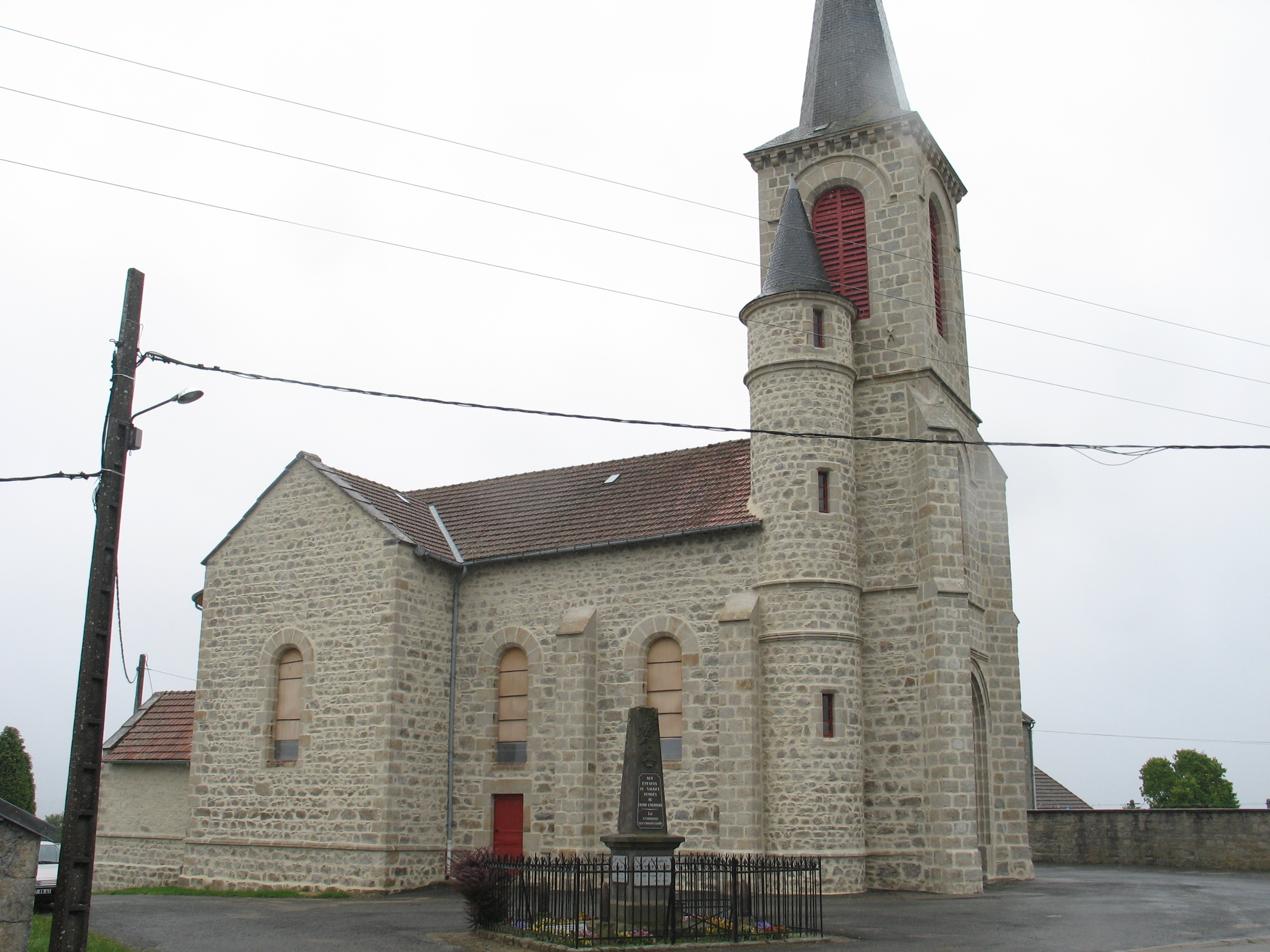
Kirche Saint-Pierre
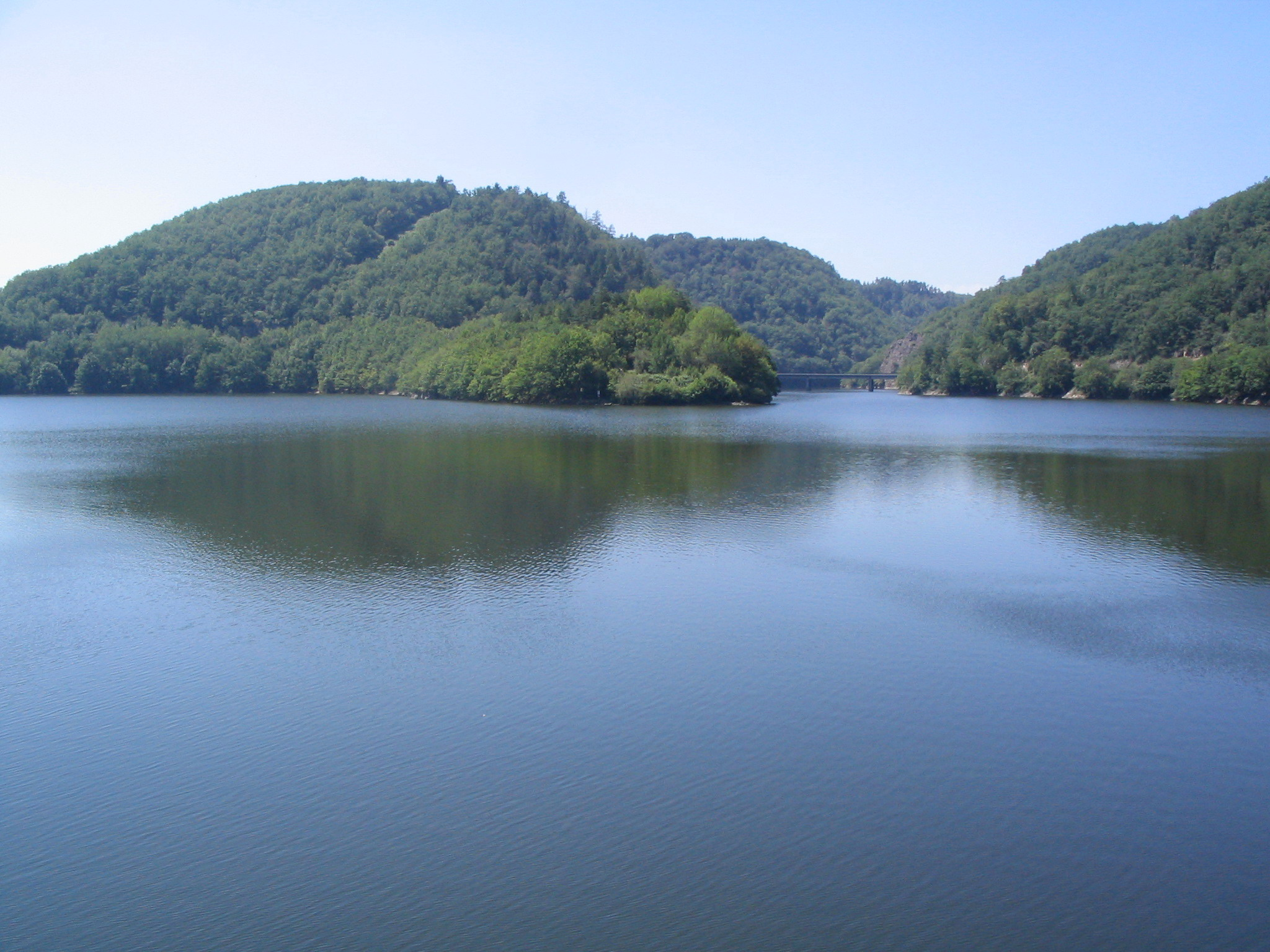
Stausee von Besserve

- Kirche Saint-Pierre
- Stausee von Besserve

## Gemeindepartnerschaften
Eine Partnerschaft besteht seit 2001 mit der deutschen Gemeinde Hohentengen in Baden-Württemberg.